# Chetag Chosonov
Chetag Muratovič Chosonov (in russo Хетаг Муратович Хосонов?; Vladikavkaz, 18 giugno 1998) è un calciatore russo, centrocampista della Torpedo Mosca.

## Caratteristiche tecniche
È un mediano.

## Carriera
Cresciuto nelle giovanili del CSKA Mosca, ha esordito in prima squadra il 21 settembre 2016 in occasione del match di Kubok Rossii perso 2-1 contro l'Enisej.

## Statistiche

### Presenze e reti nei club
Statistiche aggiornate al 6 agosto 2018.
| Stagione        | Squadra         | Campionato      | Campionato | Campionato | Coppe nazionali | Coppe nazionali | Coppe nazionali | Coppe continentali | Coppe continentali | Coppe continentali | Altre coppe | Altre coppe | Altre coppe | Totale | Totale | Totale |
| Stagione        | Squadra         | Comp            | Pres       | Reti       | Comp            | Pres            | Reti            | Comp               | Pres               | Reti               | Comp        | Pres        | Reti        | Pres   | Reti   |        |
| --------------- | --------------- | --------------- | ---------- | ---------- | --------------- | --------------- | --------------- | ------------------ | ------------------ | ------------------ | ----------- | ----------- | ----------- | ------ | ------ | ------ |
| 2016-2017       | CSKA Mosca      | PL              | 0          | 0          | CR              | 1               | 0               |                    | -                  | -                  |             | -           | -           | 1      | 0      |        |
| 2017-2018       | CSKA Mosca      | PL              | 5          | 0          | CR              | 1               | 0               | UCL+UEL            | 1+1                | 0                  |             | -           | -           | 8      | 0      |        |
| Totale carriera | Totale carriera | Totale carriera | 5          | 0          |                 | 2               | 0               |                    | 2                  | 0                  |             | -           | -           | 9      | 0      |        |

## Palmarès

### Club

#### Competizioni nazionali
- Supercoppa di Russia: 1

CSKA Mosca: 2018